# علي عيسى
علي عيسى (1929 - 1998م)، هو إذاعي مصري. من مواليد القليوبية في 13 يونيو 1929، تخرج من كلية التجارة عام 1951م، وعمل بالإذاعة حتى وصل إلى منصب رئيس قطاع التخطيط للإنتاج المركزي. وعُرف الفقيد باهتمامه البالغ باللغة العربية والتراث، من خلال برنامجه «قل ولا تقل» وكانت آخر أعماله سهرة «قطوف الأدب من كلام العرب».

## من أعماله
- كان من المهتمين باللغة العربية والتراث، فقدم برنامجه الشهير «قل ولا تقل» وكان آخر أعماله ( قطوف من الأدب في كلام العرب ).
- صاحب فكرة الليلة المحمدية وأول من قدمها للإذاعة، كما تميز في الإخراج الإذاعي بتقديم الدراما القصيرة.
- قدم للإذاعة العديد من المسلسلات، من أشهرها:(القاضي واللص - ليلة القبض علي فاطمة - رز الملائكة - إنت اللي قتلت بابايا - درب اللبنانة - ابن عروس - الجبان والحب).
- من البرامج التي قدمها:( ما يطلبه المستمعون - المغتربون - الخير والبركة).
- من البرامج الغنائية التي قدمها: (أم الإذاعات - مواكب العبور - ثلاثة في الغار - الفاروق عمر).[2]

## الجوائز
حصل علي جوائز في الدراما الإذاعية من اتحاد الإذاعات الإفريفية.